# 科特布斯中央車站
科特布斯中央车站（德語：Cottbus Hauptbahnhof，簡稱Cottbus Hbf）位于德国科特布斯市中心的南部，为德铁车站及服务公司归类的德国铁路二等车站。作为勃兰登堡州最重要的火车站及最大的客运车站之一，其日均发送旅客约为12000人次。

## 历史

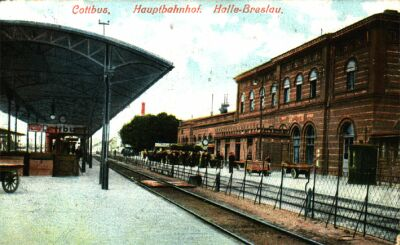
明信片中的老车站大楼

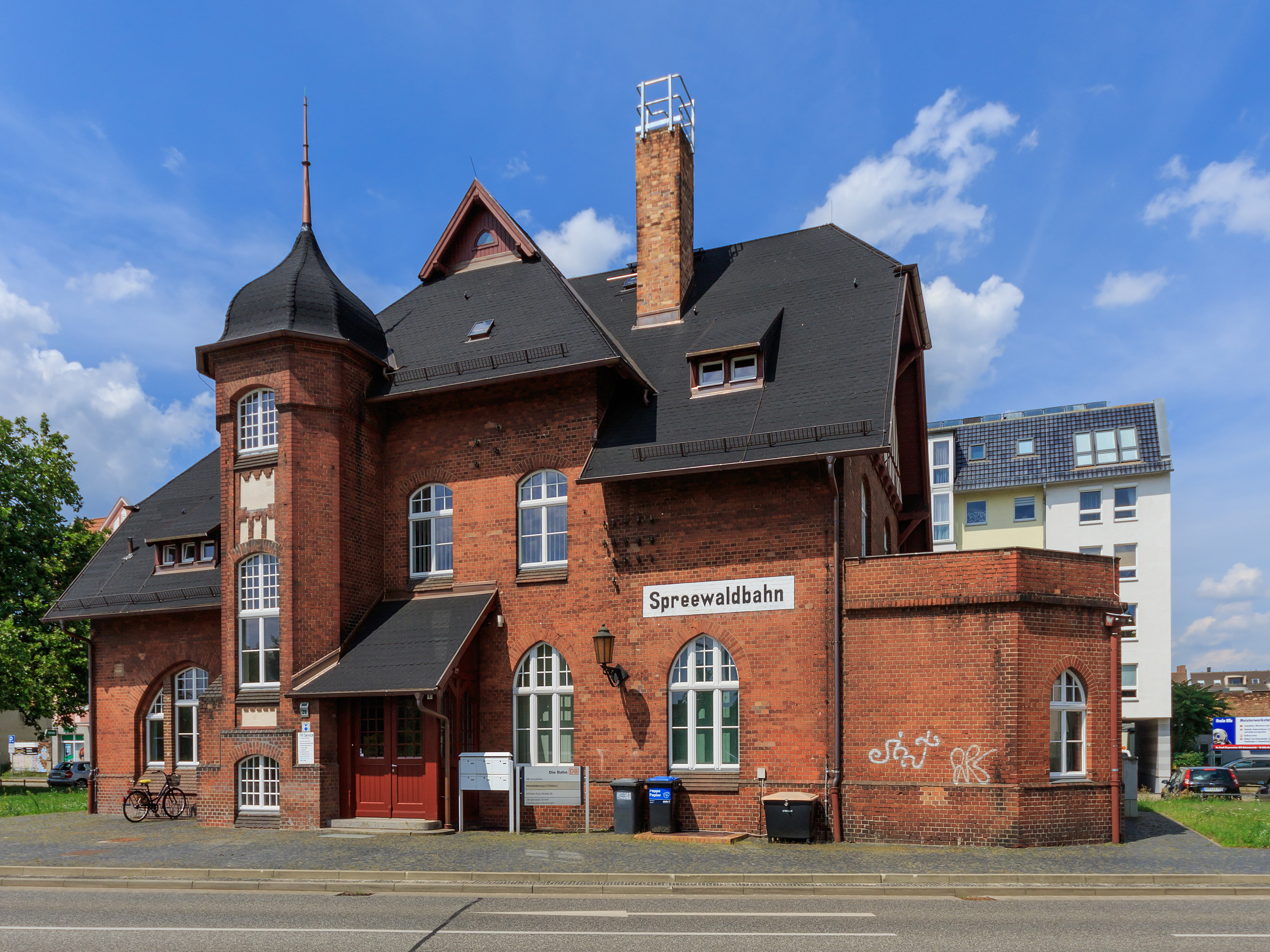
施普雷森林车站

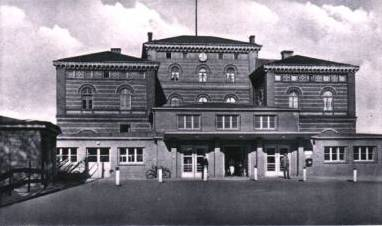
二战前的老车站大楼

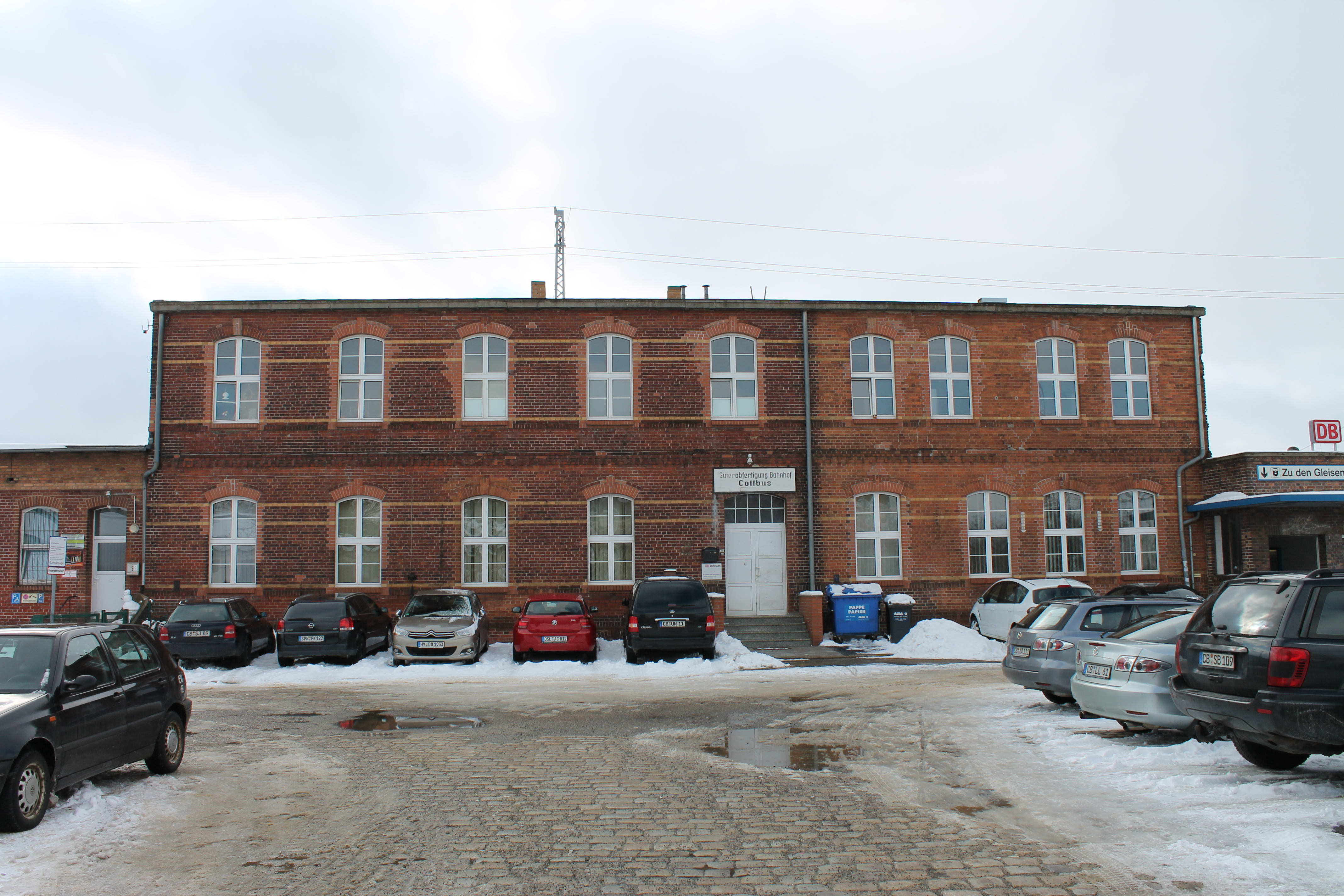
原货运大楼

科特布斯车站最早是在1866年9月13日，随着来自柏林的铁路线建成通车投入使用。1867年，这条线路又被延伸至格尔利茨。车站大楼于1870年落成，并因其位置而在轨道之间兴建了岛式月台。在随后的几年中，有更多的铁路线在这一地区铺设。其中格罗斯海恩－科特布斯铁路公司便在1873年设立了格罗森海恩车站（Großenhainer Bahnhof），它位于原车站的北侧。然而该站至1880年便关闭，列车均改在原车站到发。格罗森海恩车站的接待大楼则仍然保留，供铁路管理部门使用。
1886年，月台可以通过一条行人隧道相连。同时在车站的北端则兴起了货运设施。
1899年落成的施普雷森林铁路在科特布斯设立了自身的尽头站，并在政府车站的北侧与之相连。这些操作设施的最后残留于1983年拆除，而车站大楼则一直保留至今。
早在1927年，基于场地局促的情况，当局曾规划在轨道的南侧建造一座新的建筑以替换位于岛式空间内的车站大楼。然而，它们却因大萧条的影响而未能实现。
1945年2月，车站大楼和车站的其它部分都在空袭中被摧毁。因此在战争结束后，当局不得不建造一些临时棚屋来代替被摧毁的建筑物用以处理旅客到发。这种临时措施持续了很长一段时间，但经过实践证明显现的不足之处日益增多。因此在1960年代末期兴起了一个在南侧建造车站大楼的重新规划。首个建造准备工作自1970年起推进。由于这一地区广泛的褐煤开采，科特布斯在货运上也成为了一个重要的铁路枢纽，因此需要在施工前进行大量的前期工作。这其中包括将科特布斯范围内的多条铁路线增建为复线，以纾解瓶颈。一个新增的月台也已建成。1974年则开始了新车站隧道的工程。经过四年的建设，新车站大楼最终于1978年10月5日投入运营。
1989年9月30日，随着吕伯瑙－科特布斯的线路实现电气化运营，科特布斯车站正式通电。同年12月16日，通往芬斯特尔瓦尔德的线路实现电气化。至1990年，通往森夫滕贝格和古本的线路也相继通电。
1995年，德國聯邦園藝博覽會在科特布斯举行。值此之际，车站进行了广泛的翻新和扩建。2002年12月7日，一列ICE-2车组（402型）在科特布斯车站由当时的市长卡琳·拉采尔主持了冠名仪式（Cottbus/Chósebuz，科特布斯号）。
2010年11月末，一个新的电子信号所投入运作。它取代了13座旧的信号塔，并通过来自柏林-潘科的控制中心对科特布斯境内的所有信号机、转辙器和平交道进行控制。在启动期间，这套价值5000万欧元的设备使得车站被迫在整个周末关闭。

## 基础设施

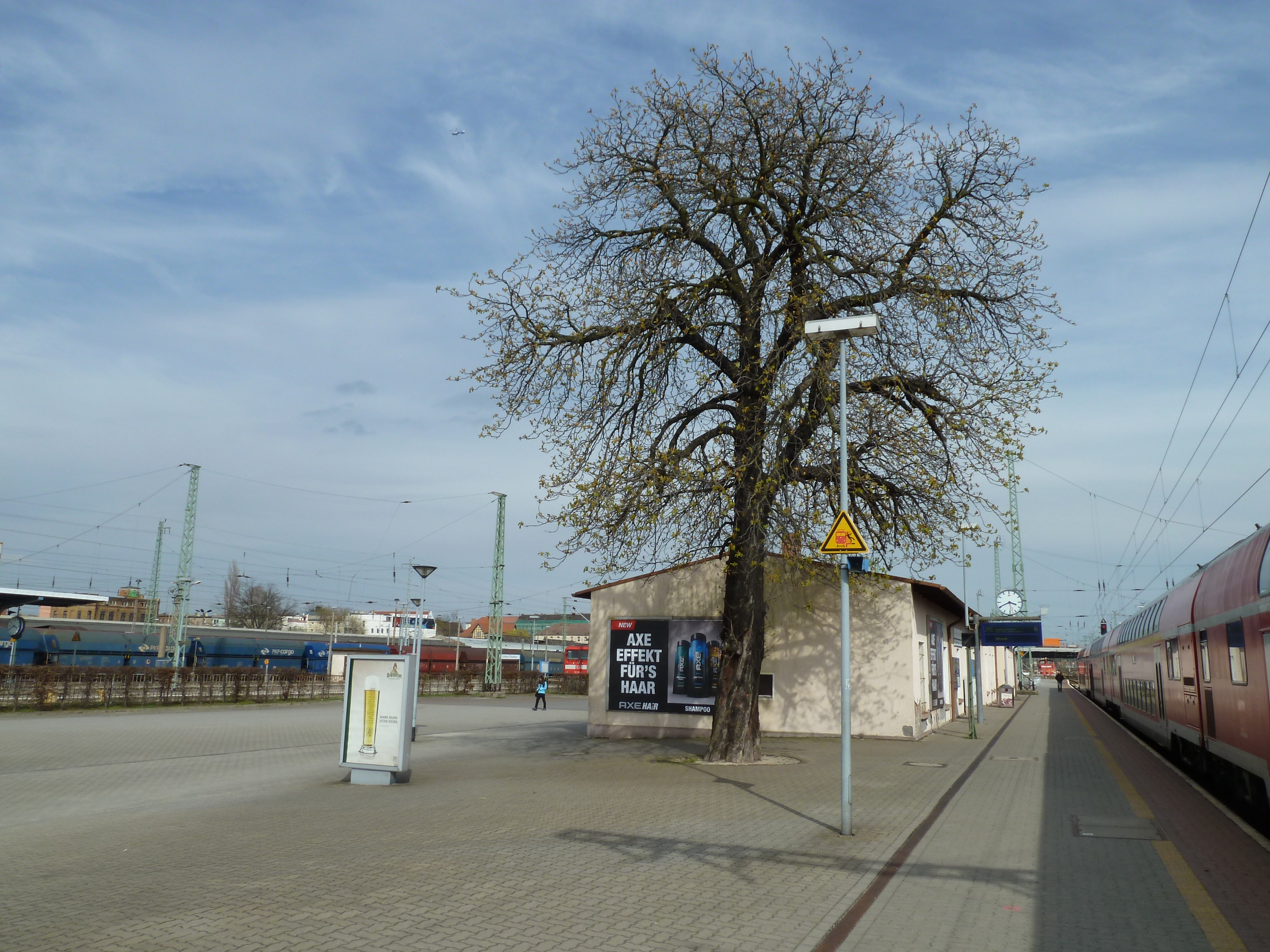
中心岛

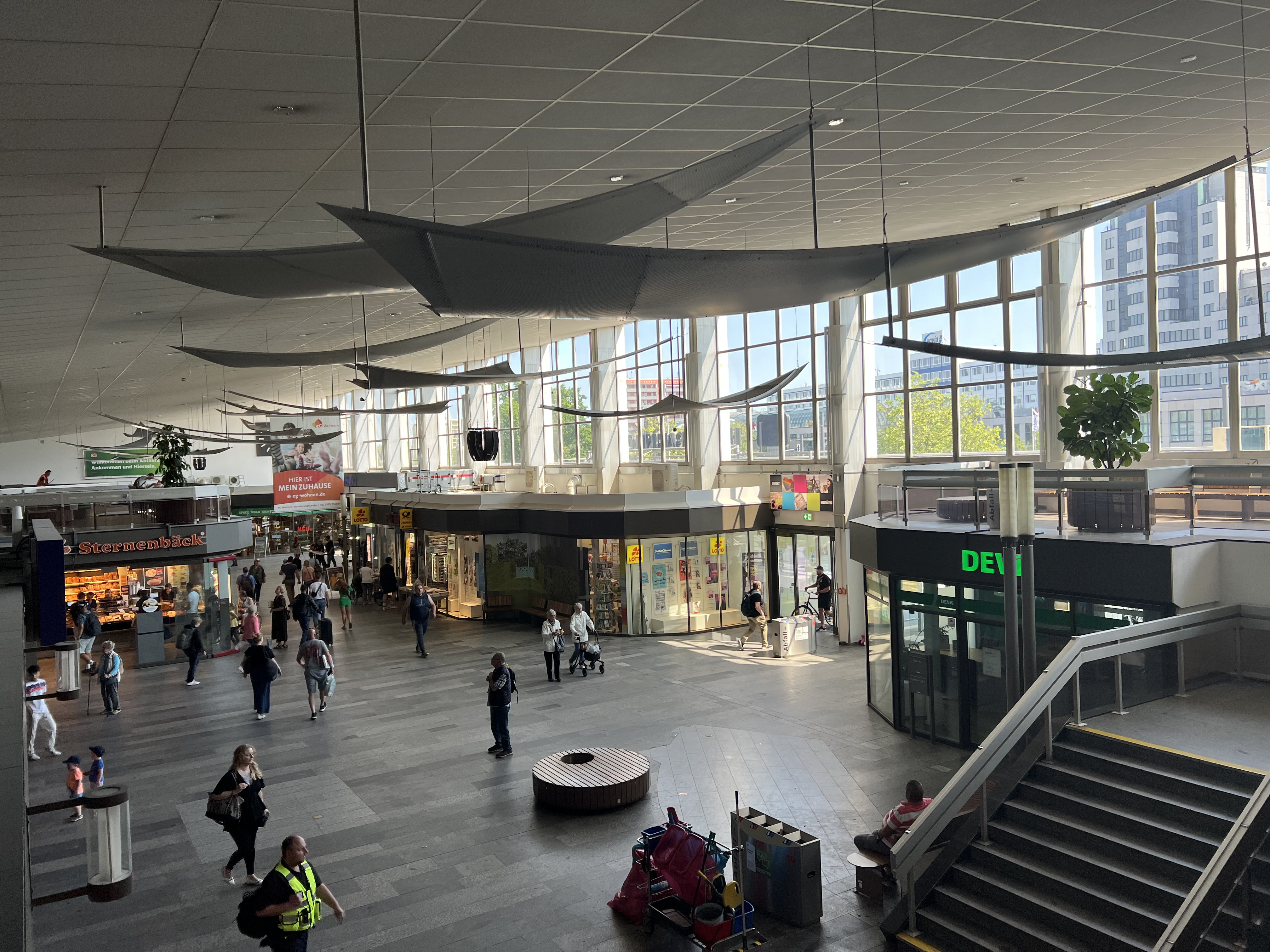
车站大堂

车站位于科特布斯内城的南部。车站最初是作为一座岛式车站，这一点至今仍可通过轨道之间的大片空地识别出来。在中心岛，战后临时搭建的站房建筑的一些附属设施被保留下来。车站在最初可通过站前大街抵达，后者在车站东侧设有一座桥梁跨越轨道，而此桥在如今已不再相连。
中心岛上设有两侧月台对应越行线和一些尽头线。1970年代风格的车站大楼坐落于轨道设施的南侧。在此项改建之前，还设立了一座新的大楼月台。在车站大楼和中心岛之间有两座岛式月台，它的北侧也另有一座。
伴随着车站改建而产生的隧道走向是从车站大楼至中心岛。原本的车站隧道如今则通常被称为施普雷森林隧道（Spreewaldtunnel），位于新隧道以西约100米处。它最初始于2/3号月台，然而这个入口已不再可通行。 它连接了各月台之间，以及市内的北出入口。然而它却无法延长至新的车站大楼。行人若从车站大楼前往北侧站台或北出入口，则需要转换隧道。

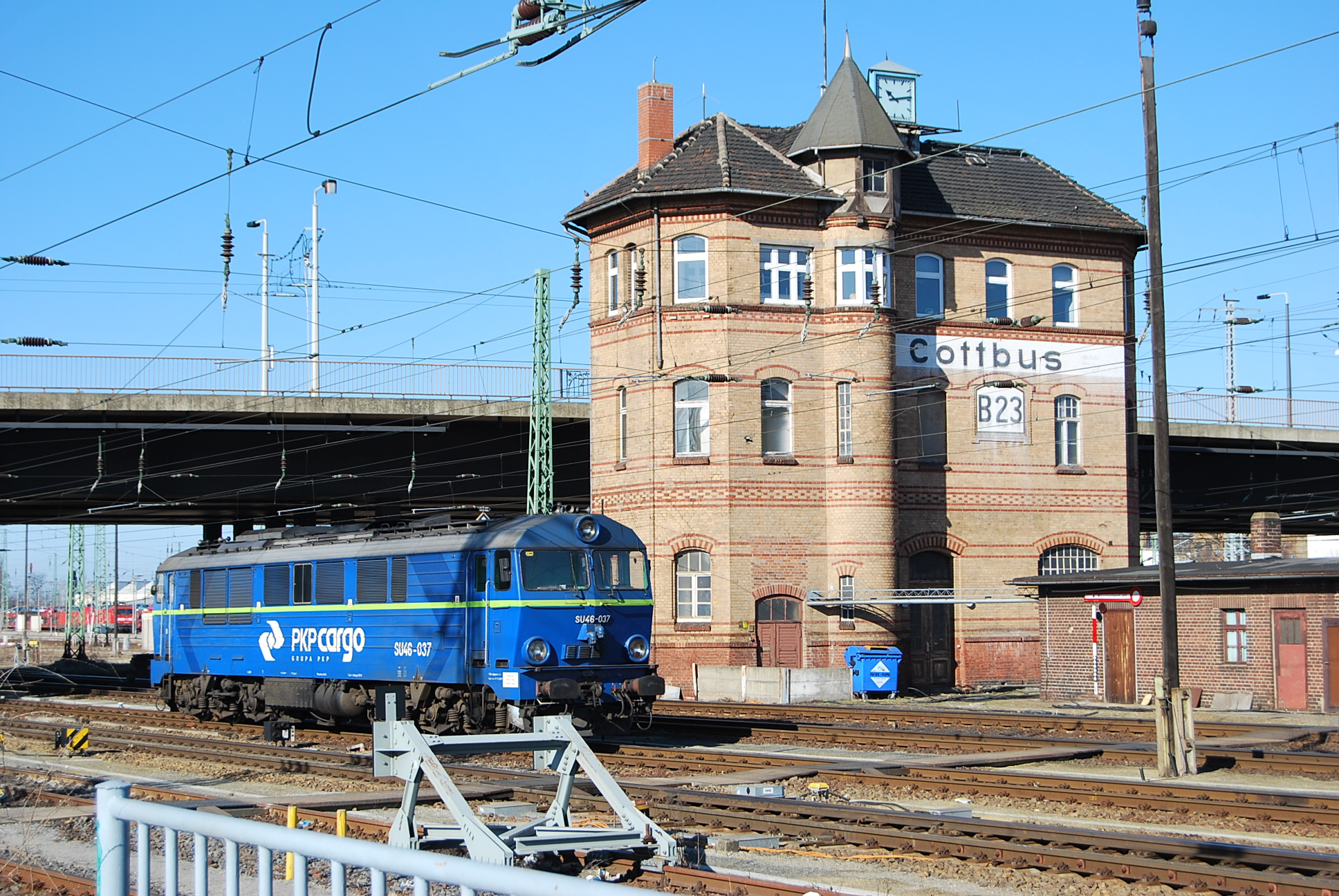
文物保护单位B23信号楼

在北出入口不设接待旅客的设施或候车室。其出口原先是施普雷森林车站，即已废弃的窄轨铁路——施普雷森林铁路的起点。在北出入口和月台之间是用于货运的设施。这里的大部分设施已不再运营，包括货物到发和货柜终端。
车站大楼设有购票中心、数个餐饮设施、书店，以及一个可售卖土特产的商店。候车设施则可直接供应暖气。车站大楼的正对面是1路有轨电车和多班巴士线路的车站，而2路、3路和4路有轨电车则经停车站东部，即站前大街和城市环路的交叉路口。
作为文物保护单位的B23信号楼位于车站桥东侧，自车站接入电子信号所后，它已不再继续运作。同样被列入文物保护名单的还有铁路轨道北侧的施普雷森林车站及格罗森海恩－科特布斯铁路车站的建筑。

## 站名
直至2000年，该站都是科特布斯唯一的铁路客运站。通过名称来与其它车站作区分是没有必要的。然而在此之后，新的车站科特布斯-桑多夫（Cottbus-Sandow）出现，以及不合时宜的车站科特布斯-梅茨多夫（Cottbus-Merzdorf）和位于更大行政区郊外的科特布斯-威尔默斯多夫北站（Cottbus-Willmersdorf Nord）此时在名称中都加入了科特布斯的前缀。随着车站因应1995年德国联邦园艺博览会的举办而进行重建，其外立面的“科特布斯车站”字样也被“科特布斯火车总站（Cottbus Hauptbahnhof）”的字样所取代。因此无论是柏林-勃兰登堡交通集团，或是科特布斯的市内运营商科特布斯交通公司，他们都在自身的时刻表信息中将该站标识为“科特布斯火车总站”。然而，铁路主管部门则不考虑车站的重要性，因此也并不将它标识为“火车总站”。

## 列车服务
车站已经失去了以往在铁路长途客运的重要性。它每日仅有一对长途列车班次停靠。
在2015/16年度的铁路运行图中，有以下线路在科特布斯车站停靠：
| 线路  | 走向                                                                                       | 频率      | 运营商       |
| ----- | ------------------------------------------------------------------------------------------ | --------- | ------------ |
| IC 56 | 科特布斯 － 柏林 － 马格德堡 － 汉诺威 － 不来梅 － 奥尔登堡 － 埃姆登 － 诺尔德代希防波堤 | 每日1班   | 德铁长途运输 |
| RE 1  | 科特布斯 － 古本 － 艾森许滕施塔特 － 法兰克福 － 柏林 － 波茨坦 － 勃兰登堡 － 马格德堡   | 每日3班   | 德铁区域东北 |
| RE 2  | 科特布斯 － 吕本 － 柯尼希斯武斯特豪森 － 柏林 － 瑙恩 － 维滕贝格 (－ 什未林 － 维斯马)   | 每小时1班 | 德东铁路     |
| RE 10 | 科特布斯 － 卡劳 － 多贝尔卢格-基尔夏因 － 法尔肯贝格 － 托尔高 － 艾伦堡 － 莱比锡        | 两小时1班 | 德铁区域东北 |
| RE 18 | 科特布斯 － 森夫滕贝格 － 鲁兰 － 德累斯顿                                                 | 两小时1班 | 德铁区域东北 |
| RB 11 | 科特布斯 － 古本 － 艾森许滕施塔特 － 法兰克福                                             | 每小时1班 | 德铁区域东北 |
| RB 43 | 科特布斯 － 卡劳 － 多贝尔卢格-基尔夏因 － 法尔肯贝格                                      | 两小时1班 | 德铁区域东北 |
| RB 46 | 科特布斯 － 福尔斯特                                                                       | 每小时1班 | 德东铁路     |
| RB 49 | 科特布斯 － 森夫滕贝格 － 鲁兰 － 埃尔斯特韦达-比拉 － 法尔肯贝格                          | 两小时1班 | 德铁区域东北 |
| OE 65 | 科特布斯 － 施普伦贝格 － 格尔利茨 － 齐陶                                                 | 每小时1班 | 德东铁路     |

## 未来
作为在1970年代重修的车站，科特布斯车站仍然存在许多方面的不足，部分原因是缺乏持续性的隧道。德国铁路正在规划对车站进行重新整修。客运站内的所有到发线及月台将被重建，并使用现代化的信号系统。整个现代化工程预计将斥资近1亿欧元。
在2008年末，德铁网络因应联邦铁路局的要求，拆除了车站北侧原货柜终端的大部分基建设施。科特布斯市正计划将威廉·居尔茨大街（Wilhelm-Külz-Straße）延伸至此。